# Tribunal Europeo de Derechos Humanos

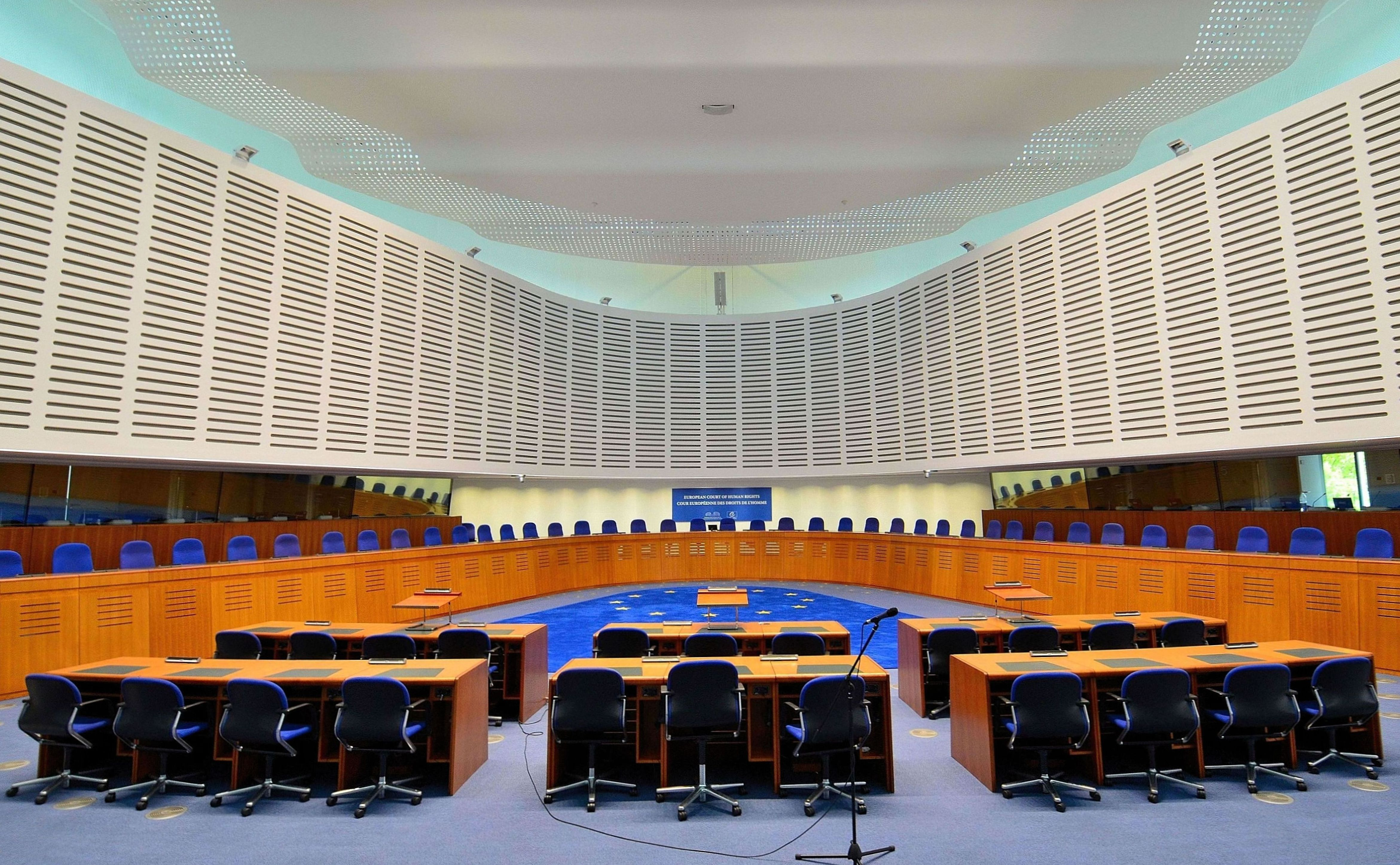
Una sala del Tribunal Europeo de Derechos Humanos

El Tribunal Europeo de Derechos Humanos (TEDH) —también denominado Tribunal de Estrasburgo— es un tribunal internacional que se encarga de interpretar y garantizar la aplicación de la Convención Europea de Derechos Humanos (CEDH) y sus protocolos adicionales. Tiene su sede en Estrasburgo (Francia).
Se trata de un tribunal internacional ante el que cualquier persona que considere haber sido víctima de una violación de sus derechos reconocidos por susodicho tribunal, mientras se encontraba legalmente bajo la jurisdicción de un Estado miembro del Consejo de Europa, y que haya agotado sin éxito los recursos judiciales disponibles en ese Estado, puede presentar una denuncia contra dicho Estado por violación del Convenio. Este Convenio es un tratado por el que los 46 Estados miembros del Consejo de Europa (todos los Estados europeos salvo Rusia, Bielorrusia, Kazajistán, y la Ciudad del Vaticano) han acordado comprometerse a proteger los derechos humanos y las libertades fundamentales, tipificarlos, establecer el Tribunal y someterse a su jurisdicción, es decir, acatar y ejecutar sus sentencias. La ejecución de las sentencias del Tribunal por los Estados miembros que han sido condenados está supervisada por el Comité de Ministros, órgano decisorio del Consejo de Europa compuesto por un representante de cada Estado miembro.
Es importante resaltar que el TEDH no es una institución de la Unión Europea, no está relacionado con ella ni por lo tanto con el Tribunal de Justicia de la Unión Europea. El TEDH es un órgano judicial que se crea en virtud del CEDH.
Los derechos humanos y libertades fundamentales tipificados en el Convenio, en la Declaración Universal de Derechos Humanos de Naciones Unidas y en la Convención Europea de Derechos Humanos son, en sustancia, los mismos.

## Historia
El nuevo Tribunal Europeo de Derechos Humanos establecido el 21 de enero de 1959 y fue renovado el 1 de noviembre de 1998, con la entrada en vigor del Protocolo 11 al Convenio para la Protección de los Derechos Humanos y las Libertades Fundamentales. Un sistema mixto (un Tribunal y una Comisión) existía ya anteriormente con base en el Convenio. El 31 de octubre de 1998 el antiguo Tribunal dejó de existir. Sin embargo, de acuerdo con el Protocolo 11, la Comisión continuó en funciones durante un año más (hasta el 31 de octubre de 1999) para instruir los casos declarados admisibles por ella antes de la entrada en vigor del Protocolo.

## Organización interna
- El Tribunal se compondrá de un número de jueces igual al de las Altas Partes contratantes (actualmente 46), elegidos por la Asamblea durante un periodo de nueve años no renovables.
- El Tribunal, en pleno, elige su presidente y a dos vicepresidentes (antes de 2018 eran "uno o dos") por un período de tres años reelegibles. Los dos vicepresidentes son igualmente presidentes de sección. Cada una de las cinco secciones cuenta, asimismo, con un Vicepresidente.
- La composición de las CINCO secciones, estable por tres años, debe estar equilibrada tanto desde el punto de vista geográfico como desde el de la representación de sexos, teniendo en cuenta los diferentes sistemas jurídicos existentes en los Estados contratantes.
- Dos secciones son presididas por los vicepresidentes del Tribunal y las otras dos por los presidentes de sección elegidos por el Tribunal. Los presidentes de sección son asistidos y, si es necesario, reemplazados por los vicepresidentes de sección
- En el seno de cada sección se constituyen a su vez, por períodos de doce meses, comités de tres jueces. Estos comités son un elemento importante de la nueva estructura, pues efectúan una gran parte de la labor de filtrado que antes desarrollaba la Comisión
- Salas de siete miembros se constituyen dentro de cada sección, de modo rotatorio, con el presidente de la sección y el juez elegido a título del Estado en cuestión según cada caso. Cuando este juez no es miembro de la sección, actuará en la sala en calidad de miembro ex officio. Los miembros de la sección que no son miembros titulares de la sala serán suplentes.
- La Gran Sala, de diecisiete jueces, se constituye por tres años. Aparte de los miembros ex officio —el presidente, los vicepresidentes y el presidente de sección—, la Gran Sala se forma mediante un sistema de rotación de dos grupos, que se alternarán cada nueve meses, cuya composición tiene en cuenta el equilibrio geográfico e intenta reflejar las diferentes tradiciones legales existentes en los Estados parte.

## Nombramiento y cese
Los jueces del Tribunal Europeo de Derechos Humanos son elegidos por la Asamblea Parlamentaria del Consejo de Europa, por mayoría, de entre una terna de candidatos que presenta cada Estado miembro del Consejo de Europa. Los candidatos deben ser juristas de la más alta consideración moral y reunir las condiciones requeridas para el ejercicio de altas funciones judiciales o ser jurisconsultos de reconocida competencia (artículo 39.3 del Convenio).

### Juramento
Antes de tomar posesión de su cargo, los jueces deberán prestar el siguiente juramento o declaración solemne, en la primera sesión en la que el Tribunal se reúna en Pleno y el juez esté presente, o en caso de necesidad, ante el presidente del Tribunal:

«“Juro” —o “declaro solemnemente”— “que ejerceré mis funciones de juez con honor, independencia e imparcialidad, y que guardaré el secreto de las deliberaciones”».

### Cese
Los jueces son elegidos por un período de nueve años no reelegibles y finalizará cuando alcancen la edad de 70 años. Asimismo, podrán ser relevados de sus funciones si los demás jueces deciden, por mayoría de dos tercios, que dicho juez ha dejado de reunir las condiciones requeridas para serlo (artículo 23 del Convenio). El 1 de agosto de 2021 se modifica la edad de 70 años y no se indica en el convenio pero añade como requisito para ser propuesto, como candidato, por un estado miembro una edad máxima de 64 años y 11 meses.
Desde el 1-1-2022 ya no tienen edad máxima de jubilación pero sí para ser propuesto al cargo con la entrada del protocolo número 15.

## Competencia
El TEDH no puede juzgar cualquier presunta violación de derechos humanos, sino que deberán cumplirse los siguientes requisitos:
- Ratione loci: Se podrá presentar una demanda si se ha sufrido una violación de los derechos humanos en el territorio de los Estados que hayan ratificado el CEDH.
- Ratione materiae: Hay que alegar y justificar adecuadamente la infracción de alguno o algunos de los derechos reconocidos en el CEDH, no basta con hacer una alegación genérica o abstracta sobre el CEDH.
- Ratione temporis: Solo serán perseguibles los hechos acaecidos a partir de la entrada en vigor del CEDH en el Estado de que se trate, pero solo se podrá presentar la demanda si ese Estado ha aceptado la competencia del TEDH.
- Ratione personae: Tienen legitimación activa los Estados y cualquier persona, física, ONG o grupo de particulares, con independencia de su nacionalidad, residencia o estado civil, que sean los perjudicados directos; y tienen legitimación pasiva los Estados que hayan ratificado el CEDH (el acto lesivo debe ser responsabilidad del Estado, esto es, cometido por alguna Administración o agente dependiente de él, no por una persona física o jurídica privada).

## Requisitos de admisibilidad
El TEDH desestimará la demanda si no concurren los siguientes requisitos:
- Requisito temporal: La demanda debe presentarse en un plazo de 6 meses a partir de la última notificación o decisión interna (art. 35 Reglamento). Desde el 1 de febrero de 2022 el plazo se reduce a 4 meses, por la entrada en vigor del Protocolo número 15 de enmienda al Convenio para la Protección de los Derechos Humanos y de las Libertades Fundamentales, cuyo artículo 4 dice así: En el párrafo 1 del artículo 35 del Convenio, donde dice «en el plazo de seis meses» deberá decir «en el plazo de cuatro meses».
- Non bis in idem internacional: No se puede presentar una demanda si anteriormente ya se presentó ante el TEDH u otra instancia internacional, siendo esencialmente la misma y sin que hayan sucedido hechos nuevos.
- Agotamiento de los recursos internos: Se requiere haber recurrido a todas las instancias ordinarias —no discrecionales o extraordinarias— posibles en el sistema judicial interno del Estado presuntamente infractor, incluyendo el recurso de amparo, aunque no haya sido admitido. Se exceptúan aquellos casos de dilaciones indebidas donde se vea claramente que será inútil, debiendo justificarse adecuadamente. También se exige haber alegado la infracción —no necesariamente el artículo concreto del CEDH— en vía interna. Sin embargo, esta es una regla flexible, no puede ser excesivamente formalista impidiendo el acceso al TEDH.
- Fundamentación de la demanda: Se debe invocar algún artículo del CEDH en la demanda y haber alegado la infracción desde el inicio del proceso en vía interna, que la demanda no esté manifiestamente mal fundada y que no sea abusiva, y que el perjuicio sea importante.